# Christine Hardman
Christine Elizabeth Hardman (nascida em 27 de agosto de 1951) é uma clériga anglicana britânica, ex-bispa de Newcastle e ex-Lorde Espiritual.

## Vida pessoal e educação
Christine Hardman vem de uma família relativamente não religiosa. Ela foi batizada quando criança, mas não se converteu ao cristianismo até seus vinte e poucos anos. Ela cresceu em Boreham Wood, uma pequena cidade ao norte de Londres.
Hardman foi educada na Queen Elizabeth's School for Girls, então uma escola secundária só para meninas em Barnet, Londres.
Em 1971, aos 19 anos, ela se casou com Roger Hardman na Igreja de São Pedro, Arkley, Hertfordshire; eles agora têm duas filhas e quatro netos.
Ela estudou economia na Woolwich Polytechnic e se formou na Universidade de Londres com um diploma de bacharel em ciências (BSc) em 1973. Depois disso, ela trabalhou como escriturária e em uma agência imobiliária até ter suas filhas.
Hardman treinou para o ministério ordenado com o Curso de Ministério de St Albans. Ela é a primeira bispa diocesana da Igreja da Inglaterra a ter sido treinada em um curso de meio período em vez de em uma faculdade teológica residencial. Mais tarde, Hardman estudou Teologia Aplicada no Westminster College, Oxford, e se formou com um grau de Mestre em Teologia (MTh) em 1994.

## Ministério ordenado
Hardman foi licenciada como diaconisa em Michaelmas 1984 (30 de setembro) por John Taylor, Bispo de St Albans, na Catedral de St Albans, e serviu na vila de Markyate, Diocese de St Albans de 1984 a 1987. Com a permissão da Igreja para ordenação de mulheres ao diaconato em 1987, ela foi feita diácono em 9 de maio de 1987, por John Taylor, Bispo de St Albans, em St John's, Chipping Barnet. Ela então serviu no curato na Igreja de São João Batista, Markyate Street, na Diocese de St. Albans. De 1988 a 1996, ela foi primeiro tutora e depois Diretora de Curso no Programa de Treinamento Ministerial de St Albans; durante esse período, o Programa se fundiu com o Curso Ministerial de Oxford e ela se tornou Diretora de Estudos Missionários. Ela foi ordenada sacerdote em 1994, ano em que a Igreja da Inglaterra ordenou mulheres ao sacerdócio. Ela retornou a St John the Baptist, Markyate Street, para servir como cura entre 1994 e 1996.
Hardman foi nomeada vigária para a Santíssima Trindade e Cristo Rei, Stevenage em 1996, bem como Reitor Rural de Stevenage em 1999. Permaneceu nessas posições até 2001, quando se tornou Arquidiácona de Lewisham; o título mudou em 2008 para Lewisham e Greenwich para melhor refletir a área abrangida. Aposentou-se do cargo em 2012. Ela então se tornou padre assistente na Catedral de Southwark e obteve o título de arquidiácono emérito. Também recebeu a Permissão do Bispo para Oficiar na Diocese de St. Albans, onde atuava como Guardiã dos Leitores.
Christine serviu no Sínodo Geral por cerca de 15 anos. Foi eleita pela Diocese de St. Albans em 1995 e reeleita em uma eleição suplementar em Southwark em 2003. Quando eleita bispa, tinha concluído seu mandato no Sínodo representando Southwark, onde foi Prolocutora da Província de Canterbury de 2010 a 2015, ou seja, Presidente da Câmara do Clero da Província, e atuou no Conselho do Arcebispo. Nessa posição, participou intensamente na elaboração da legislação que permitiu que mulheres se tornassem bispas na Igreja da Inglaterra.

### Ministério episcopal
Em 2 de setembro de 2015, foi anunciado que Hardman se tornaria o décimo segundo bispo de Newcastle. Ela se tornou a sétima bispa da Igreja da Inglaterra  e a segunda mulher a ser bispo diocesano, depois de Rachel Treweek.
Em sua nomeação, ela disse:
"Não tenho palavras para expressar minha empolgação em vir a esta parte vibrante, acolhedora e orgulhosa do mundo."

"Deus se importa com o mundo — não apenas com a Igreja. O governo de Cristo rege toda a nossa vida. É por isso que é tão importante que os cristãos se envolvam e trabalhem com parceiros-chave em tudo o que leva ao florescimento das comunidades. Como Bispa de Newcastle, aproveitarei todas as oportunidades para me envolver em público e, especialmente, para falar em nome daqueles cujas vozes não são ouvidas."
Ela se tornou bispo de Newcastle quando sua eleição canônica foi confirmada em 22 de setembro de 2015 na Catedral de Iorque. Em 30 de novembro de 2015, ela foi consagrada bispo por John Sentamu, arcebispo de Iorque, durante um serviço na Catedral de Iorque. Em 12 de dezembro, um serviço de inauguração foi realizado na Catedral de São Nicolau, Newcastle, durante o qual ela foi entronizada como bispo de Newcastle.
Após a aposentadoria em 30 de setembro de 2015 de Jonathan Gledhill, bispo de Lichfield, uma cadeira na Câmara dos Lordes ficou vaga. Com a aprovação da Lei dos Lordes Espirituais (Mulheres) de 2015, a vaga teve que ser preenchida por uma mulher, se uma fosse elegível. Como a confirmação da eleição de Hardman ocorreu oito dias antes, ela se tornou elegível. Em 18 de novembro de 2015, ela se juntou oficialmente à Câmara dos Lordes como Lorde Espiritual, como a segunda mulher Lorde Espiritual, depois de Rachel Treweek. Ela foi apresentada à Câmara dos Lordes em 26 de janeiro de 2016, com o apoio do Arcebispo Sentamu e de Christopher Chessun, Bispo de Southwark, e fez seu discurso inaugural em 25 de maio.
Enquanto bispo diocesano, no Sínodo Geral, foi Comissária da Igreja, Presidente do Grupo Consultivo Pastoral dos Arcebispos - grupo criado para aconselhar dioceses sobre respostas pastorais a questões que surgem em relação ao clero e aos leigos LGBTI+ - e presidente do Conselho de Economia Inclusiva da Autoridade Combinada do Norte de Tyne. Na Câmara dos Lordes, ela abordou as questões da pobreza e da falta de moradia. Em 2018, recebeu um título de Doutora Honoris Causa em Administração de Empresas pela Universidade de Greenwich.
Em 14 de agosto de 2021, Hardman anunciou sua aposentadoria, com efeito em 30 de novembro de 2021. Nessa mesma data, deixou a Câmara dos Lordes. Foi sucedida por Helen-Ann Hartley.
No culto de Ação de Graças na Catedral de Newcastle em 21 de novembro, ela recebeu do Lorde Prefeito da cidade a condecoração Freedom of the City. Foi a primeira líder religiosa a receber a condecoração.